# Müsztahfiz
A müsztahfiz a régi oszmán hadseregbeli török gyalogos katona. Neve jelentése várőriző, mivel a várőrségekben fordultak elő leginkább, de létszámuk meglehetősen alacsony volt. A várőrségeket a háborúk során gyakran bevonták a hadseregekbe, így a müsztahfizokat is. A seregben nem is annyira a harctereken szerepeltek, sokkal inkább őrző-védő feladatot láttak el, vigyázták a hidakat, szertárakat, ágyúkat, puskapormalmokat stb. Néhány másik irreguláris egységhez hasonlóan ők sem lehettek pár ezer főnél nagyobb létszámban, de a várakban szolgáló müsztahfiz egységek sem lehettek 2-300 főnél nagyobbak. Fegyverzetük szedett-vedett volt, a kezdeti időkben lándzsákat, kardokat, vagy handzsárokat használtak, majd később puskákat is.